# كريستال مكيلر
كريستال مكيلر (بالإنجليزية: Crystal McKellar)‏ مواليد 16 أغسطس 1976 في لاهويا، كاليفورنيا، الولايات المتحدة، هي ممثلة أمريكية بدأت مسيرتها الفنية عام 1984.

## وصلات خارجية
- كريستال مكيلر على موقع IMDb (الإنجليزية)
- كريستال مكيلر على موقع قاعدة بيانات الفيلم (الإنجليزية)